# Carlos Campolongo
Carlos Manuel Campolongo (Buenos Aires, 13 de julio de 1947) es un periodista, abogado, psicólogo y docente universitario argentino.

## Carrera
Realizó sus estudios primarios y secundarios en el Colegio Cardenal Newman de Buenos Aires, donde se graduó como bachiller a mediados de los años 1960. Luego se formó como periodista y durante las décadas de 1970 y 1980 trabajó en medios como Canal 9, Canal 11 y ATC, como columnista de noticieros. Militante  sindical junto a otras personalidades de la televisión, como la actriz Irma Roy y el periodista Osvaldo Papaleo. También es extensa su trayectoria radial, en emisoras como Belgrano, Splendid, entre otras.
Obtuvo su diploma en Derecho en la Universidad del Salvador y posteriormente se graduó en la carrera de Psicología en la Universidad de Buenos Aires.
Profesor de la carrera de Ciencias de la Comunicación en la Facultad de Ciencias Sociales (UBA), donde ejerce como profesor titular de las materias Planificación de la Actividad Periodística I y II.
Como docente, ha trabajado en la Universidad Nacional de Lomas de Zamora, la UCES y TEA. Además es director de la carrera de marketing en la Universidad Argentina John F. Kennedy.
En 2000 fue elegido legislador en la ciudad de Buenos Aires por el partido PAIS, el mismo que llevó a Irma Roy a su banca de diputada nacional. En las elecciones para Jefe de Gobierno de 2003, fue director de la campaña de Aníbal Ibarra, quien resultó elegido.
Fue presidente del Ente Regulador de Servicios Públicos de la Ciudad de Buenos Aires.
Fue asesor, junto a Eliseo Verón y otros, de Eduardo Duhalde como precandidato presidencial para las elecciones de 2011, aunque finalmente apoyó al otro candidato del Peronismo Federal, Alberto Rodríguez Saá, acompañándolo en la lista como candidato a diputado porteño.
En abril de 2018, Luis Barrionuevo interventor del Partido Justicialista Nacional lo nombró vicepresidente primero, cargo que ocupó hasta el 2 de agosto del mismo año.